# 爨習
爨 習（さん しゅう、生没年不詳）は、中国三国時代の蜀の武将。益州建寧郡の人。李恢のおばの夫にあたる。

## 生涯
劉璋の頃、爨習は（益州郡）建伶の県令であったが、法律違反により免官となるはずであった（義理の甥の李恢も連座）。しかし、益州太守の董和は爨習が地元の豪族であることを鑑みて不問とした。
建興3年（225年）、諸葛亮は南征の戦後処理として南中の兵士の内、強者は蜀に移し、弱者は豪族の焦、雍、婁、爨、孟、量、毛、李氏の部曲とし、それら五部都尉は「五子」と呼ばれた。また俊傑である建寧の爨習、孟獲、朱堤の孟琰らを朝廷に招いた。
建興9年（231年）、李厳への弾劾文に「行參軍・偏将軍の爨習」として名を連ねている。最終官位は領軍将軍まで昇った。『華陽国志』では建寧の人士として李恢、爨習、孟獲ら三人が挙げられている。

## 爨族との関り
西晋以降、東爨、西爨という部族が寧州で確認される。
『雲南通志』によれば爨氏は楚の子文の後裔・班氏が、後漢末期に食邑の「爨」に因んで爨氏を名乗りだし、三国時代では爨習、晋の頃は興古太守・爨琛がいたという。
『新唐書』によれば両爨蛮のうち西爨は、七世祖の晋の南寧太守が戦乱から蛮王になったという。